# Alejandro Damián Domínguez
El Chori Domínguez (nascut a Lanús, Argentina, el 10 de juny del 1981) és un futbolista professional italoargentí que actualment juga a les files de l'Olympiakos FC.

## Biografia

### Inicis
Va créixer a l'Argentina Argentina, on jugà fins al 2004 al River Plate quan va firmar per l'equip rus FK Rubin Kazan.

### Etapa a Rússia
Durant la pretemporada del 2006 el Rubin intentà vendre'l, però no estaven satisfets amb les ofertes ofertes i decidiren que continuara a l'equip.
Abans del començament de la temporada 2007 de la lliga Russa, Domínguez va fitxar pel FC Zenit Saint Petersburg per 7 milions d'Euros, convertint-se en el jugador més car venut entre equips de la Lliga russa de futbol (encara que aquest record ha estat superat actualment). Un dels seus millors partits va ser el 4-0 a la Copa de la UEFA davant el Bayern de Múnic que va dur al Zenit a la final final de la competició per primera volta en la seua història. Domínguez jugà excepcionalment, donant dues assistències.
El 13 de març de 2009, el Rubin va fitxar el 'Chori' de nou, ja que tenia problemes amb l'entrenador del Zenit, Dick Advocaat.
De nou al Rubin, va ser nomenat millor jugador de la lliga russa de l'any 2009 per la Unió Russa de Futbol.

### València CF
La bona temporada al Rubin va permetre que l'11 de desembre de 2009, s'anunciara que Domínguez fitxaria pel València CF, acord que es firmà el 14 de desembre. Firmà un contracte de tres anys i mig, però a causa de diverses lesions li costà aconseguí continuïtat amb l'equip.

## Estadístiques

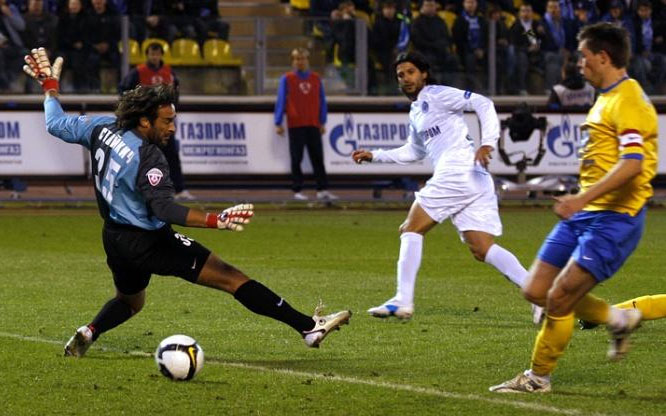
Domínguez anotant un gol davant el Luch

Actualitzat fins al 21 de febrer de 2010
| Club                 | Temporada     | Lliga   | Lliga | Copa    | Copa | Europa  | Europa | Total   | Total |
| Club                 | Temporada     | Partits | Gols  | Partits | Gols | Partits | Gols   | Partits | Gols  |
| -------------------- | ------------- | ------- | ----- | ------- | ---- | ------- | ------ | ------- | ----- |
| Quilmes AC           | 2000–01       | 25      | 6     | 0       | 0    | 0       | 0      | 25      | 6     |
| Quilmes AC           | Total         | 25      | 6     | 0       | 0    | 0       | 0      | 25      | 6     |
| CA River Plate       | 2000–01       | 2       | 2     | 0       | 0    | 0       | 0      | 2       | 2     |
| CA River Plate       | 2001–02       | 15      | 5     | 0       | 0    | 0       | 0      | 15      | 5     |
| CA River Plate       | 2002–03       | 12      | 2     | 0       | 0    | 0       | 0      | 12      | 2     |
| CA River Plate       | Total         | 29      | 9     | 0       | 0    | 0       | 0      | 29      | 9     |
| FK Rubin Kazan       | 2004          | 18      | 2     | 3       | 0    | 1       | 0      | 22      | 2     |
| FK Rubin Kazan       | 2005          | 22      | 6     | 2       | 0    | 0       | 0      | 24      | 6     |
| FK Rubin Kazan       | 2006          | 23      | 13    | 4       | 2    | 3       | 2      | 30      | 17    |
| FK Rubin Kazan       | Total         | 63      | 21    | 9       | 2    | 4       | 2      | 76      | 25    |
| Zenit St. Petersburg | 2007          | 24      | 3     | 4       | 3    | 7       | 0      | 35      | 6     |
| Zenit St. Petersburg | 2008          | 22      | 4     | 1       | 0    | 5       | 0      | 28      | 4     |
| Zenit St. Petersburg | Total         | 46      | 7     | 5       | 3    | 12      | 0      | 63      | 10    |
| FK Rubin Kazan       | 2009          | 23      | 16    | 2       | 0    | 6       | 2      | 31      | 18    |
| FK Rubin Kazan       | Total         | 23      | 16    | 2       | 0    | 6       | 2      | 31      | 18    |
| València CF          | 2009–10       | 9       | 0     | 0       | 0    | 0       | 0      | 9       | 0     |
| València CF          | Total         | 9       | 0     | 0       | 0    | 0       | 0      | 9       | 0     |
| Total carrera        | Total carrera | 195     | 59    | 16      | 5    | 22      | 4      | 233     | 68    |